# Touwtrekken op de Olympische Zomerspelen 1900

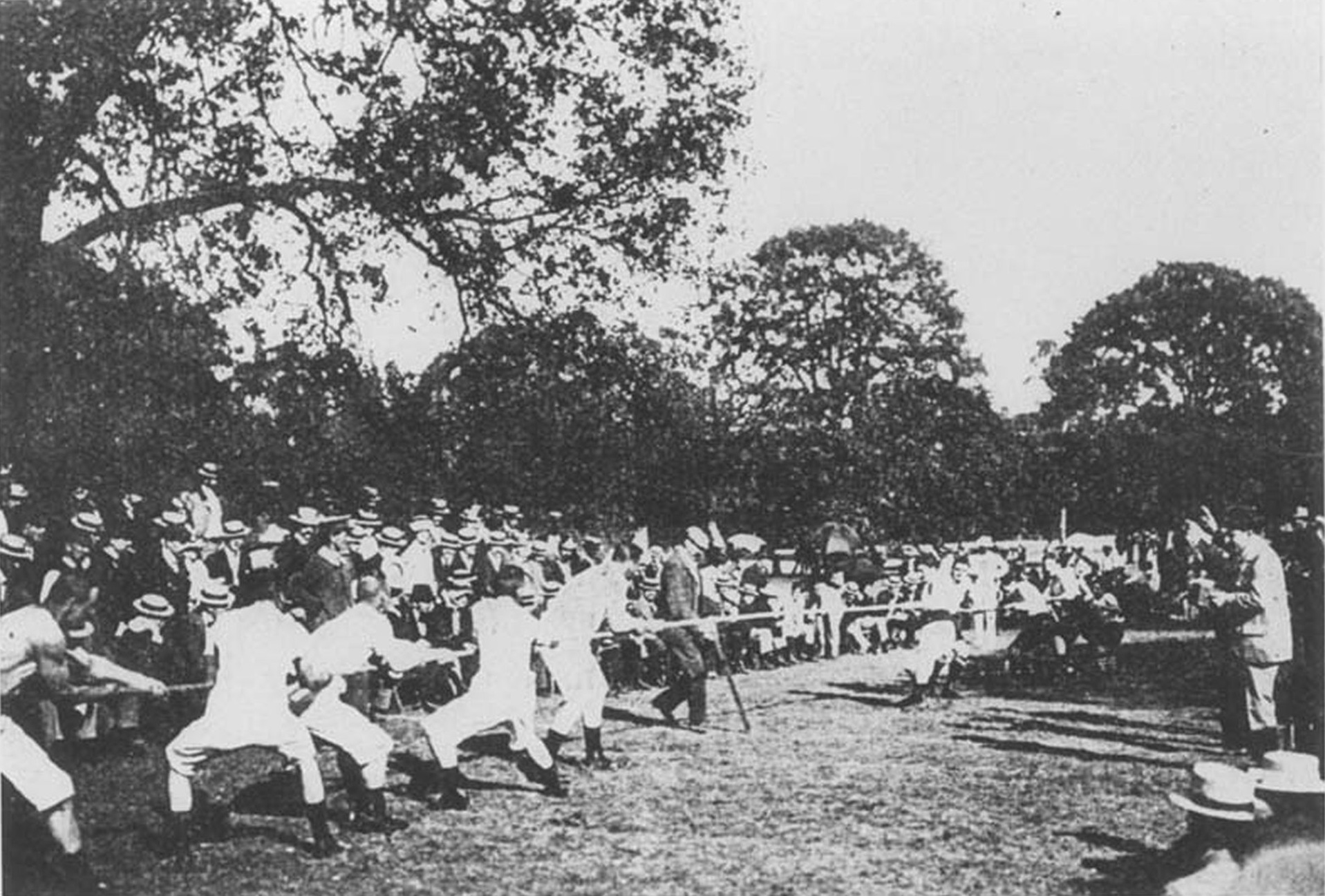
Touwtrekken op de Olympische Zomerspelen 1900

Touwtrekken is een van de sporten die beoefend werden tijdens de Olympische Zomerspelen 1900 in Parijs.
Aan het toernooi namen twee teams deel, een mixed team met Deense en Zweedse atleten en een Frans team.
Ieder team bestond uit 6 atleten, de wedstrijd was uitgeschreven volgens het best-of-three formaat.
Het team uit Denemarken-Zweden won overtuigend met 2-0 van het Franse team.

## Eindrangschikking
| rang   | sporters                                                                                               | land                |
| ------ | --- | ------------------- |
| Goud   | Edgar Aabye August Nilsson Eugen Schmidt Gustaf Söderström Karl Gustaf Staaf Charles Winckler          | DEN SWE DEN SWE DEN |
| Zilver | Raymond Basset Jean Collas Charles Gondouin Joseph Roffo Émile Sarrade Constantin Henriquez de Zubiera | FRA                 |

Parijs 1900 · 
St. Louis 1904 · 
Londen 1908 · 
Stockholm 1912 · 
Antwerpen 1920
olympische medaillewinnaars
Atletiek · Boogschieten · Cricket · Croquet · Golf · Paardensport · Pelota · Polo · Roeien · Rugby · Schermen · Schietsport · Tennis · Touwtrekken · Turnen · Voetbal · Waterpolo · Wielersport · Zeilen · Zwemmen